# Malý Slavkov
Malý Slavkov (in ungherese Kisszalók, in tedesco Kleinschlagendorf) è un comune della Slovacchia facente parte del distretto di Kežmarok, nella regione di Prešov.